# Kirnbach (Enz)
Der Kirnbach ist ein etwas mehr als 8½ Kilometer langer, rechter und südlicher Zufluss der Enz im baden-württembergischen Enzkreis.

## Name
Das Bestimmungswort im Namen leitet sich von mittelhochdeutsch kürne für 'Mühle' ab.

## Geographie

### Verlauf
Die Quelle des Kirnbachs liegt im Hagenschieß, einem ausgedehnten Waldgebiet zwischen Tiefenbronn und Pforzheim. Zunächst nordöstliche Richtung einschlagend, unterquert der Kirnbach nach rund einem Kilometer die Bundesautobahn 8 (Karlsruhe-Stuttgart) und wendet sich dann nach Norden. Die Autobahn folgt dem Kirnbachtal auf knapp vier Kilometern am linken Hang. Auf diesem Abschnitt liegt oberhalb des rechten Talhangs der Ortsteil Neubärental der Gemeinde Wurmberg und abwärts davon mündet mit dem Renntalbach ein größerer rechter Zufluss, der erste, der außerhalb des Waldes beginnt.
Rund 2,5 Kilometer oberhalb seiner Mündung in die Enz in Niefern (zu Niefern-Öschelbronn) fließt dem Kirnbach wiederum von rechts der zuletzt von Öschelbronn kommende Ortsbach zu. Niefern durchläuft der Kirnbach zum Teil in einer Verdolung. In deren Bereich mündet von links der 1,5 Kilometer lange Schillbach. Knapp vor seiner Mündung unterquert der Kirnbach einen Gewerbekanal der Enz.

### Zuflüsse
Liste der direkten Zuflüsse von der Quelle zur Mündung. Gewässerlänge, Einzugsgebiet und Höhe nach den entsprechenden Layern auf der Onlinekarte der LUBW, teils übernommen, teils abgemessen oder interpoliert nach den Höhenlinien.
- (Waldbach aus dem Bodelsgrund), von rechts und Südosten auf 397,9 m ü. NHN an der Nordwende nach der Unterquerung der Autobahn, 1,0 km und 0,5 km². Entsteht auf etwa 441 m ü. NHN südwestlich von Wurmberg im Waldrand zu den Kreuzäckern.
- (Waldbach aus Richtung des Hirschsteins), von links und Südosten auf unter 350 m ü. NHN, 1,5 km und 2,2 km². Entspringt auf etwa 410 m ü. NHN und nimmt bald ein Büschel am Zufluss deutlich längerer Nebenbäche auf. Letzter halber Kilometer auf Parallellauf zum Kirnbach in dessen enger Wiesenaue.
- (Waldbach aus dem Gewann Hummelsrain), von links und Südwesten auf 333,3 m ü. NHN gegenüber einem Teich bei Neubärental, 1,3 km und ca. 2,0 km². Entsteht auf etwa 376 m ü. NHN. Hat einen längeren unbeständigen Oberlauf aus dem Westen.
- Renntalbach, von rechts und Südosten auf etwa 316 m ü. NHN bei nahe am Gemeindedreieck Wurmberg/Niefern-Öschelbronn/Pforzheim, ca. 2,6 km und ca. 3,1 km². Entsteht auf etwa 398 m ü. NHN in seiner von Siedlungsteilen von Wurmberg auf den Randhöhen umstandenen Obertalbucht. Zunächst unbeständige Wasserführung.
- (Waldbach), von links und Westen auf 308,2 m ü. NHN, 0,7 km und ca. 0,2 km². Entsteht auf etwa 370 m ü. NHN an einem Waldwegstern nördlich des Hartheimer Kopfes.
- Ortsbach, von rechts und zuletzt Osten auf 276,1 m ü. NHN vor der Bräuningsmühle von Niefern-Öschelbronn, 4,0 km und 6,5 km². Entsteht auf etwa 371 m ü. NHN nahe dem Gemeindedreieck Wurmberg/Niefern-Öschelbronn/Wiernsheim und nördlich-abwärts des Edelmannsbrunnens.
Nimmt auf seiner zweiten Laufhälfte nach Westen in Öschelbronn den Brühlgraben auf.
- Schillbach, von links und Südwesten auf etwa 243 m ü. NHN in Niefern zuletzt verdolt unter dem Kreisel mit der Einmündung der Waldstraße in die Hauptstraße, 1,5 km und 2,1 km². Entsteht auf etwa 310 m ü. NHN an der A 8 südsüdöstlich der Raststätte Pforzheim.

### LUBW
Amtliche Online-Gewässerkarte mit passendem Ausschnitt und den hier benutzten Layern: Karte des Kirnbachs

Allgemeiner Einstieg ohne Voreinstellungen und Layer: Daten- und Kartendienst der Landesanstalt für Umwelt Baden-Württemberg (LUBW) (Hinweise)
1. 1 2  Höhe nach dem Höhenlinienbild auf dem Hintergrundlayer Topographische Karte oder dem Digitales Geländemodell der Online-Karte.
2. ↑  Länge nach dem Layer Gewässernetz (AWGN).
3. ↑  Einzugsgebiet aufsummiert aus den Teileinzugsgebieten nach dem Layer Basiseinzugsgebiet (AWGN).

### Andere Belege
1. ↑  Friedrich Huttenlocher, Hansjörg Dongus: Geographische Landesaufnahme: Die naturräumlichen Einheiten auf Blatt 170 Stuttgart. Bundesanstalt für Landeskunde, Bad Godesberg 1949, überarbeitet 1967. → Online-Karte (PDF; 4,0 MB)
2. ↑  Abfluss-BW: Modellierte Abflusswerte an der Mündung
3. ↑  Albrecht Greule: Deutsches Gewässernamenbuch. Walter de Gruyter, Berlin / Boston 2014, ISBN 978-3-11-057891-1, S. 271, „Kirn-“ (Auszug in der Google-Buchsuche).
4. ↑  vgl. Friedrich Leicht/Günter Schmalacker: Chronik der Gemeinde Niefern-Öschelbronn - Von grauer Vorzeit bis zum Ende des Zweiten Weltkriegs. 2002, S. 112
5. ↑  Daten- und Kartendienst der Landesanstalt für Umwelt Baden-Württemberg (LUBW) (Hinweise)